# 아워 네이션 1집
《아워 네이션 1집》(OUR NATION VOL. 1)은 홍대 앞에 있던 펑크 록 클럽인 드럭에서 활동하던 밴드들이 모여서 만든 “아워 네이션” 앨범 시리즈 가운데 첫 번째로 1996년 10월에 발매되었다. 언니네이발관 1집, 노이즈가든 1집과 함께 대한민국 최초의 인디 음반으로 여겨진다. 이 앨범에는 크라잉넛과 옐로우 키친이 참여했다.

## 수록곡 목록
- 크라잉 넛

1. Everyday
2. 도대체 넌 뭐냐
3. 핑크
4. 말달리자
5. 펑크걸
6. Balad body
7. 엿장수 맘대로

- Yellow Kitchen (옐로우 키친)

1. Grin
2. Loony Tunas (Y.M.C.A)
3. Fuzzy Sorrows
4. Betty sticked the fork in her eyes
5. Under the people
6. Orthodox method to enter mass view
7. (Hidden track)